# 新撰朗詠集
新撰朗詠集（しんせんろうえいしゅう）は、日本の朗詠のための歌集・漢詩集。上下2巻。藤原基俊（1060年 - 1142年）撰。

## 概要
鳥羽天皇（在位1107年 - 1123年）のころ成立。成立年未詳ながら1135年以前であることは確実である。
部類の名称や配列など編集方法を藤原公任撰『和漢朗詠集』（1013年ころ成立）にならったといわれ、朗詠に供された和歌や漢詩・漢文が集められている。上下2巻。上巻を春、夏、秋、冬の四時部、下巻を雑題部の計5部に分類し、各部を細別して、各項目にみあう漢詩の秀句や和歌を掲載している。漢詩は『文選』『千載佳句』『和漢朗詠集』、和歌は『後拾遺和歌集』に多く取材している。白居易・源順・菅原道真・大江以言・菅原文言の作が多い。中国詩人の入集句が減少したのに対し、日本詩人によるものが増加し、収載詩歌の傾向も一条天皇時代の温雅な作風が重んじられるが、新味には乏しく、編者の権威や知名度は藤原公任のそれにおよぶべくもなかったので、後世にあたえた影響は『和漢朗詠集』ほどではない。
収載された漢詩は540句、和歌は203首。『和漢朗詠集』とともに吟唱題として親しまれ、中世の軍記物や謡曲などに引用されるものも少なくない。 

## 書跡として
藤原基俊が自撰し、自筆した巻子本である。雲紙に金銀の切箔を撒き、銀泥で花鳥を描いたものを用いている。老熟した個性的な書風である。

### 刊行冊子
- 『日本名跡叢刊　新撰朗詠集 巻上・下』二玄社、1984年

## 注解
- 『和漢朗詠集／新撰朗詠集 和歌文学大系47』 佐藤道生・柳澤良一、明治書院、2011年